# Салымбеков, Жумабек Мамытбаевич
Салымбеков Жумабек Мамытбаевич (род. 1 января 1977, Ат-Баши, Нарынская область) — кыргызский государственный и политический деятель. Депутат Жогорку Кенеша Кыргызстана VII созыва (с сентября 2024 года).

## Биография
Родился 1 января 1977 года в селе Ат-Баши Нарынской области Кыргызской ССР.
В 1998 году окончил юридический факультет Чуйского государственного университета имени С. Мамбеткалиева.
В 2000 году окончил юридический факультет Кыргызского государственного национального университета имени Ж. Баласагына.
В 2015 году окончил Российскую академию народного хозяйства и государственной службы при Президенте Российской Федерации (Москва), факультет государственного и муниципального управления, специальность — государственное и муниципальное управление (магистр).
С 1998 по 2002 год — юрист ООО «Мурас-Спорт».
С 2002 по 2006 год —- директор ООО «Мурас-Спорт».
С 2000 по 2019 год — директор ООО «Консалтинговая финансовая группа».
С 2004 по 2008 год — депутат Бишкекского городского кенеша 24 созыва. Руководитель депутатской группы Свердловского района.
С 2006 по 2007 год — член Совета директоров ОАО «Дос—Кредобанк».
С 2008 по 2012 год — депутат Бишкекского городского кенеша 25 созыва. Председатель постоянной комиссии кенеша по жилищно-коммунальному хозяйству.
С 2012 по 2016 год — депутат Бишкекского городского кенеша 26 созыва. Заместитель председателя постоянной комиссии местного самоуправления по работе с общественными организациями.
В 2013 году — управляющий ТРК «Дордой» (ООО «Дордой Базары»).
С 2016 по 2018 год — генеральный директор ООО «Дордой-Паркинг».
С 2016 по 2020 год — депутат Бишкекского городского кенеша 27 созыва. Председатель постоянной комиссии по жилищно-коммунальному хозяйству, топливно-энергетическому комплексу, транспорту, коммуникациям и экологии.
В 2017 году — вице-президент ассоциации «Дордой».
В 2018 году — управляющий ООО «Мурас-Спорт».
В 2020 году — директор ООО «Дордой Карго».
С 2021 по 2024 год — депутат Бишкекского городского кенеша 28 созыва. Лидер фракции
«Эмгек».
С октября 2023 по 2024 год — председатель совета директоров ОАО Банк «Бай-Тушум».
В 2024 году избран депутатом Жогорку Кенеша VII созыва по Свердловскому избирательному округу № 29 (г. Бишкек). Член фракции «Альянс».
Советник муниципальной службы II класса.
Почетный гражданин города Бишкек.
Вице-президент Федерации шахмат Кыргызской Республики.